# Hydrosaurus
Hydrosaurus és un gènere de sauròpsids (rèptils) escatosos de la família dels agàmids propi del Sud-est Asiàtic.

## Taxonomia
El gènere Hydrosaurus inclou tres espècies:
- Hydrosaurus amboinensis (Schlosser, 1768)
- Hydrosaurus pustulatus (Eschscholtz, 1829)
- Hydrosaurus weberi Barbour, 1911